# Cervera inermis
Cervera inermis is een zachte koraalsoort uit de familie Cornulariidae. De koraalsoort komt uit het geslacht Cervera. Cervera inermis werd in 1954 voor het eerst wetenschappelijk beschreven door Berenguier. 